# Dromaius
Dromaius is een geslacht van loopvogels uit Australië, waaronder de emoe.
DNA-onderzoek van Van Tuinen, Sibley en Hedges (1998) wijst uit dat de emoes verwant zijn aan de kasuarissen (grote loopvogel uit Nieuw-Guinea en Australië), met als zustergroep de struisvogels (grootste loopvogel van Afrika) en de nandoe (grootste loopvogels van Zuid-Amerika). De familie telt één nog levende soort.

## Soorten
Het geslacht kent de volgende soort en ondersoorten:
- Dromaius novaehollandiae − Emoe

  -  † D. n. diemenensis Le Souef, 1907
  -  † D. n. minor − Zwarte emoe
  -  † D. n. baudinianus − Kangaroo Island-emoe